# Аджиельская
Аджие́льская (также Аджиэ́льская, в справочнике «Поверхностные водные объекты Крыма» — река без названия; укр. Аджиельська, крымскотат. Acı Eli özeni, Аджы Эли озени) — маловодная река в северной части Керченского полуострова, длиной 18,0 км, с площадью водосборного бассейна 165 км². Относится в группе рек Керченского полуострова. Начало балки находится в северных отрогах Парпачского хребта, западнее села Либкнехтовка, течет на северо-запад, впадая в Казантипский залив Азовского моря у северной окраины села Новоотрадное. Название река получила по существовавшему ранее селу Аджи-Эли (после 1948 года Державино). У реки 14 притоков, из них 3 значительных.
- Артезиан[3] — впадает справа, в 1,4 км от устья, длина 7,0 км, площадь водосборного бассейна 101 км²[4]. Название присвоено по существовавшему на реке селу Артезиан[7]. Долина была заселена с древнейших времён: сохранилось городище античной усадьбы II в. до н. э. — III в. н.э, отсюда начинался Киммерийский вал[8]. В XVIII—XX веках по обеим рекам располагалось несколько селений[9], включая село Маяк-Салын (после 1945 года Приморское) — центр Маяк-Салынского (Приморского) района[10].
- Кудачи-баткан — балка, впадает справа южнее железнодорожной линии Джанкой — Керчь.
- Норимановка — балка, впадает справа в 3 километрах южнее железной дороги, начало балки юго-восточнее горы Скальная[3][11]

Долина реки Артезиан и средняя часть Аджиельской находятся на территории регионального ландшафтного парка Караларский. В остальной долине реки Аджиельской предполагается создание ландшафтного заказника местного значения «Аджиельская балка» (около 9000 гектаров) с целью сохранения биоразнообразия природной степной растительности и охраняемых Бернской конвенцией видов животных.